# Гиннесс, Артур
Сэр Артур Гиннесс (англ. Sir Arthur Guinness; 24 сентября 1725 — 23 января 1803, Дублин) — ирландский пивовар и филантроп, основатель компании Arthur Guinness Son & Co, разливающей пиво под маркой «Гиннесс».

## Биография
В 1752 году на 27 году жизни на 100 фунтов, оставленных Артуру в наследство дедом, архиепископом Прайсом, Гиннесс начал развивать пивоваренный бизнес. В 1755 году в деревне Лейкслип в 17 километрах от Дублина он взял в аренду на 9000 лет 4 акра земли с расположенной на ней небольшой пивоварней, с ежегодной платой в 45 фунтов, и стал варить и разливать пиво под маркой Гиннесс. Ставшее в дальнейшем всемирно известным тёмное пиво (стаут) Гиннесс начал варить с 1759 года.
До настоящего момента историки не могут дать однозначного ответа на вопрос о месте и дате его рождения, компания Гиннесс утверждает, что он был рожден 28 сентября 1725 года, однако на надгробной плите Артура Гиннесса, находящейся в местечке Озер Ард, написано, что он умер 23 января 1803 года, в возрасте 78 лет, таким образом, указывая, на то, что он родился в 1724 или в самом начале 1725 года.
В 1761 году женился на Оливии Уитмор, имел 21 ребёнка, из которых 10 дожили до зрелого возраста. Трое из его сыновей впоследствии стали пивоварами. В 1764 году переехал в Дублин, где выстроил себе дом на севере города. В 1780-е и 1790-е годы Гиннесс поддерживал политические взгляды Генри Граттана, во многом по причине того, что Граттан предлагал снизить налог с пивоварен. Артур Гиннесс был одним из четырёх пивоваров Ирландской пивоваренной гильдии, представлявших Дублин с 1760-х годов вплоть до своей смерти.
Скончался в январе 1803 года, похоронен рядом с матерью.